# Pouteria superba
Pouteria superba är en tvåhjärtbladig växtart som först beskrevs av François Marie Camille Vermoesen, och fick sitt nu gällande namn av Laurent Gautier. Pouteria superba ingår i släktet Pouteria och familjen Sapotaceae. Inga underarter finns listade i Catalogue of Life.